# Готизм

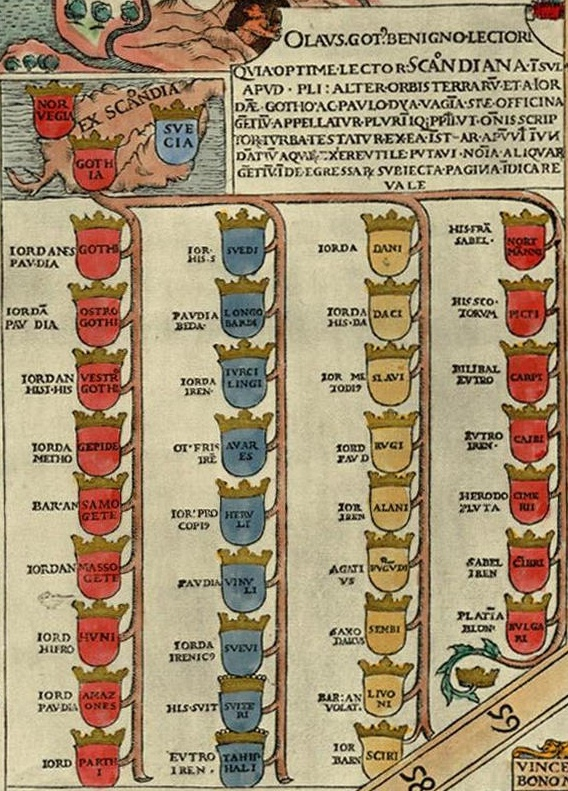
Таблиця племен, що походять зі Скандинавії за Йоханнесом та Олаєм Магнусом, з посиланнями на [ Йорданес, Павло Діаконус тощо].

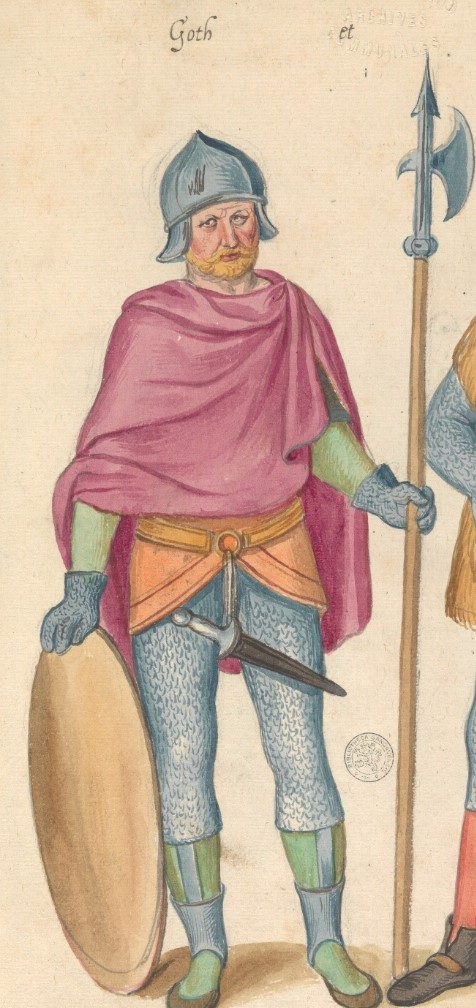
Вид гота 16-го століття, проілюстроване в рукописі "Théâtre de tous les peuples et nation de la terre avec leurs habit et ornemens divers, tant anciens que modernes, diligemment dependants au naturel". Написав Лукас д'Гір у 2-й половині 16 століття. Зберігається в бібліотеці Гентського університету.

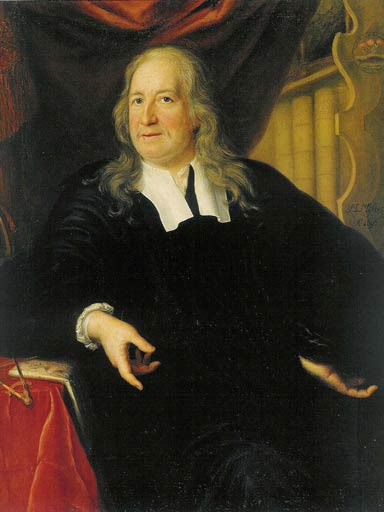
Олоф Рудбек, речник Gothicismus 17 століття.

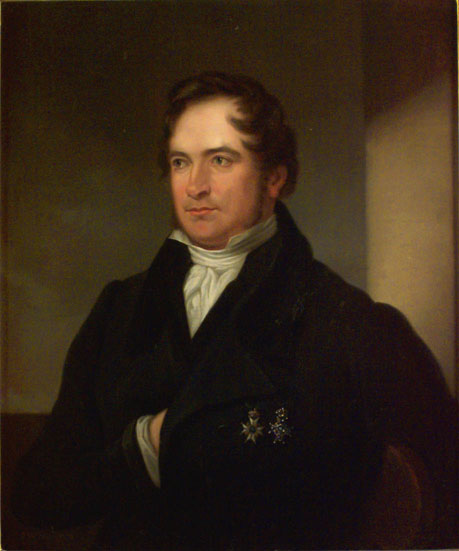
Ерік Густав Гейжер був членом Готичної ліги 19 століття (або Товариства Геатішів), яка пропагувала звичний для нас образ Вікінга як героїчного скандинава.

Gothicism або Готизм ( швед. Göticism  ; лат. Gothicismus   )  культурний рух у Швеції, орієнтований на віру в славу шведських гетів, яких ототожнювали з готами . Засновниками руху були Ніколаус Рагвальді та брати Йоганнес та Олай Магнус . Віра продовжувала утримувати владу в 17 столітті, коли Швеція була великою державою після Тридцятилітньої війни, але втратила більшу частину свого впливу в 18 столітті. Вона була поновлена з відродженням вікінгів та романтичним націоналізмом на початку 19 століття, цього разу з вікінгами як героїчними фігурами.

## Витоки
Назва походить від твердження, що готи були вихідці зі Швеції, засновані на Gothicists Йордан "рахунок  готичної прабатьківщиніи в Скандинавії ( скандз ). Готики пишалися готичною традицією, згідно з якою остготи та їхній король Теодоріх Великий, який прийняв владу в Римській імперії, мали скандинавське походження. Ця гордість була виражена ще в середньовічних хроніках, де хроністи писали про готів як про предків скандинавів, і ця ідея була використана Ніколаєм Рагвальді на Базельському соборі, щоб стверджувати, що шведська монархія була найвищою в Європі. Він також пронизував твори шведського письменника Йоганнеса Магнуса ( Historia de omnibus Gothorum Sueonumque regibus ), а також праці його брата Олауса Магнуса ( Historia de gentibus septentrionalibus ). Обидва мали сильний вплив на сучасну науку в Швеції.
Деякі вчені Данії намагалися ототожнити готів з джутами ; однак ці ідеї не призвели до такого широкого культурного руху в данському суспільстві, як у шведському. На відміну від шведів, датчани цієї епохи не пересилали претензій на політичну легітимність на основі тверджень про те, що їхня країна була первісною батьківщиною готів або що завоювання Римської імперії було доказом воєнної доблесті та могутності власної країни завдяки історії. 
Протягом 17 століття датчани та шведи змагались за колекцію та публікацію ісландських рукописів, норвезьких саг та двох Едд . У Швеції ісландські рукописи стали частиною міфу про походження і розглядалися як доказ того, що велич і героїзм древніх Гетів передавався поколінням нинішньому населенню. Ця гордість завершилася публікацією трактату Олауса Рудбека « Atland eller Manheim» (1679–1702), в якому він стверджував, що Швеція ідентична Атлантиді .

## Романтичний націоналізм
Протягом 18 століття шведський готизм дещо стих, але він відродився в період романтичного націоналізму з 1800 року, з Еріком Густавом Гейжером і Тегнера в Гетській общині..
У Данії романтичний націоналізм змусив таких письменників, як Йоганнес Евальд, НФС Грундтвіг (чий переклад " Беовульфа" данською був першим на сучасну мову) та Адама Готтлоба Еленшлягера, знову зацікавитись давньоскандинавською тематикою. В інших частинах Європи інтерес до скандинавської міфології, історії та мови яку представляли англійці Томас Грей, Джон Кітс та Вільям Вордсворт, німці Йоганн Готфрід Гердер та Фрідріх Готліб Клопсток .

## Архітектура
У скандинавській архітектурі готика мала свій розквіт у 1860-70-х роках, але вона продовжувалась до 1900 рік. Зацікавленість до давньоскандинавської тематики призвела до створення особливого виду архітектури з дерева, натхненної Ставкірської церквами, і саме в Норвегії цей стиль мав найбільший вплив. Деталі, які часто зустрічаються в цьому стилі: голови драконів, фальшиві аркади, токарні колонади, виступаючі горища та коньковий дах.

## Дивитися також
- Теорія Геталанда
- Ім'я готів
- Гіперборея # Ідентифікація як гіперборейців